# フェッセンアイム
フェッセンアイム （Fessenheim）は、フランス、グラン・テスト地域圏、オー＝ラン県のコミューン。

## 地理
ミュルーズの北西23km地点にある。

## 行政
フェッセンアイムにはプール、スポーツ複合施設、多目的ホール、図書館がある。その他にスーパーマーケット、薬局、診療所、ホテル、レストラン、自動車学校、郵便局がある。

## 原子力発電所

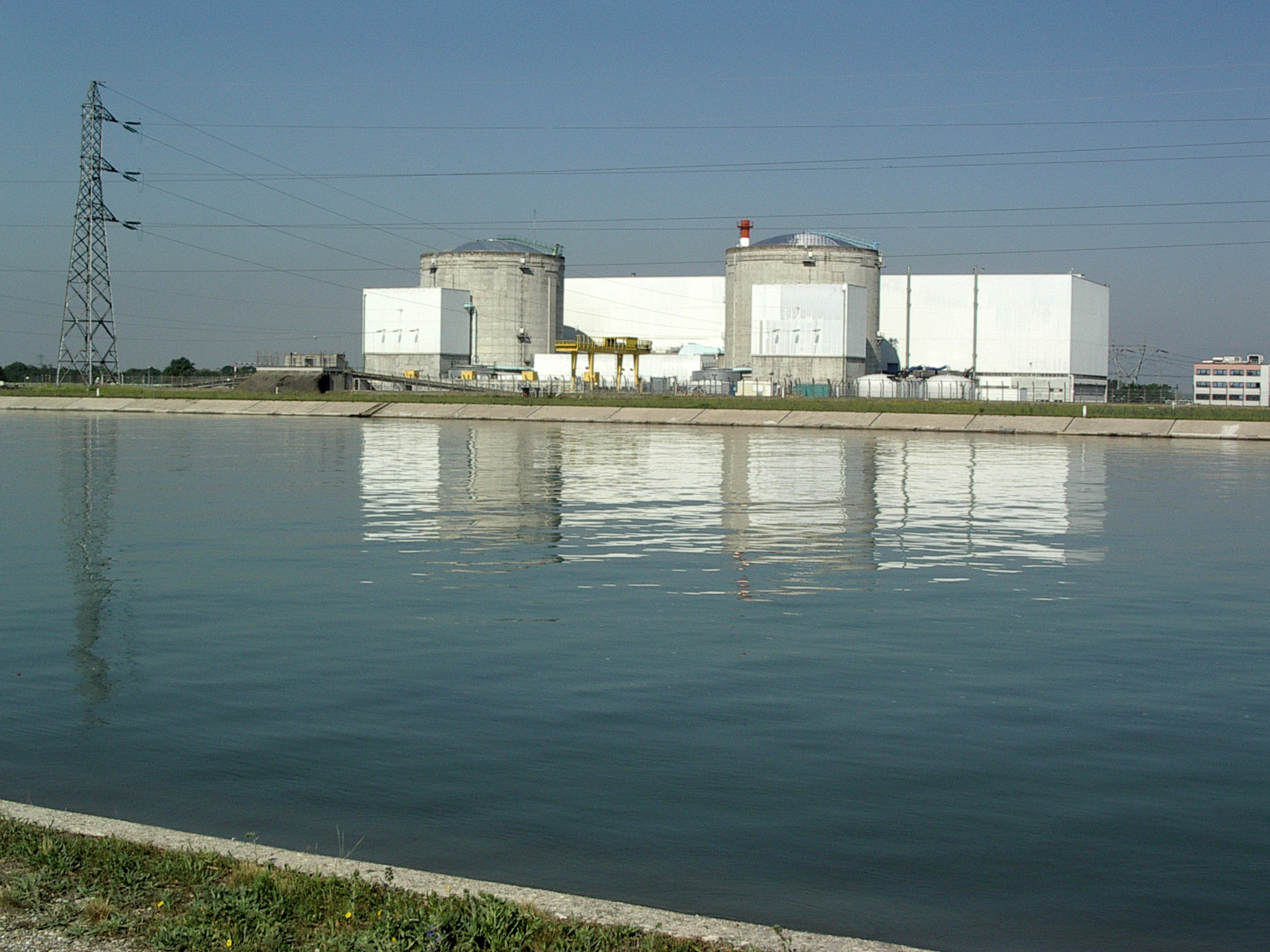
フェッセンアイム原発

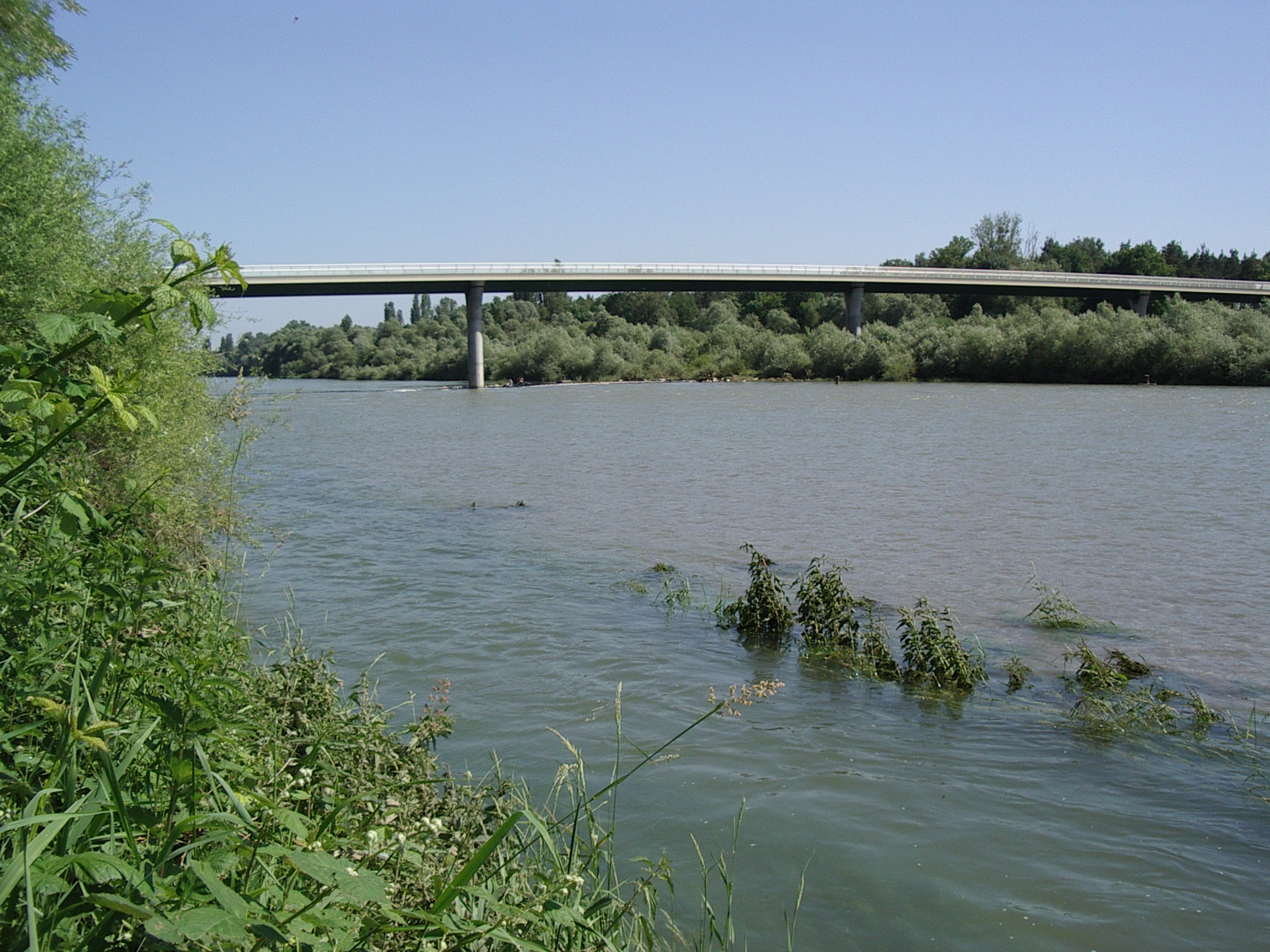
ラン橋

フランス国内で稼働中の原子力発電所の中で最も古く、アルザス唯一の原子力発電所であるフェッセンアイム原子力発電所がコミューン内にある。その存在は、フランス、ドイツの環境保護活動家、スイスの国境付近住民たちの間で物議をかもしている。
国内で珍しく、フェッセンアイムはコミューン内に2箇所の発電所を持つ。原子力発電所と、毎秒1350立方メートルの平均水量を持つグラン・カナル・ダルザス運河水力発電所である。

## ラン橋
2006年5月20日、当時の大統領ジャック・シラクはフェッセンアイムとドイツのハルトハイムの間を流れるライン川上に、道路と歩道を備えた橋を完成させた。長さ210m、幅7mのこの橋は、仏独協力関係の成果の象徴となっている。

## 人口統計
| 1962年 | 1968年 | 1975年 | 1982年 | 1990年 | 1999年 | 2007年 |
| ------ | ------ | ------ | ------ | ------ | ------ | ------ |
| 481    | 896    | 1653   | 2002   | 2000   | 2097   | 2250   |

参照元=Insee

## コミューンゆかりの人物
- ヴィクトル・シュルシェール - 政治家。フェッセンアイム出身者の家庭にパリで生まれた。1848年に発令された、フランスおよび植民地における奴隷制度完全廃止に尽力した。

## 姉妹都市
- シュルシェール、フランス
- ハルトハイム、ドイツ

また、ジェール県のコミューン、ミランドとも友好関係を維持している。これは第二次世界大戦直前、フェッセンアイム住民を避難先となったミランドが受け入れたためである。